# Aneugmenus temporalis
Aneugmenus temporalis är en stekelart som först beskrevs av Thomson 1871.  Aneugmenus temporalis ingår i släktet Aneugmenus, och familjen bladsteklar. Arten är reproducerande i Sverige.